# Sorin Mihăilescu
Sorin Mihăilescu   (1898 - 1959) va ser un jugador de rugbi a 15 romanès que va competir en els anys posteriors a la Primera Guerra Mundial.
El 1924 va ser seleccionat per jugar amb la selecció de Romania de rugbi a 15 que va prendre part en els Jocs Olímpics de París, on guanyà la medalla de bronze. Entre 1919 i 1927 jugà 4 partits amb la selecció nacional.